# Aristolochia arenicola
Aristolochia arenicola là một loài thực vật có hoa trong họ Aristolochiaceae. Loài này được Hance mô tả khoa học đầu tiên năm 1876.